# Чайхана

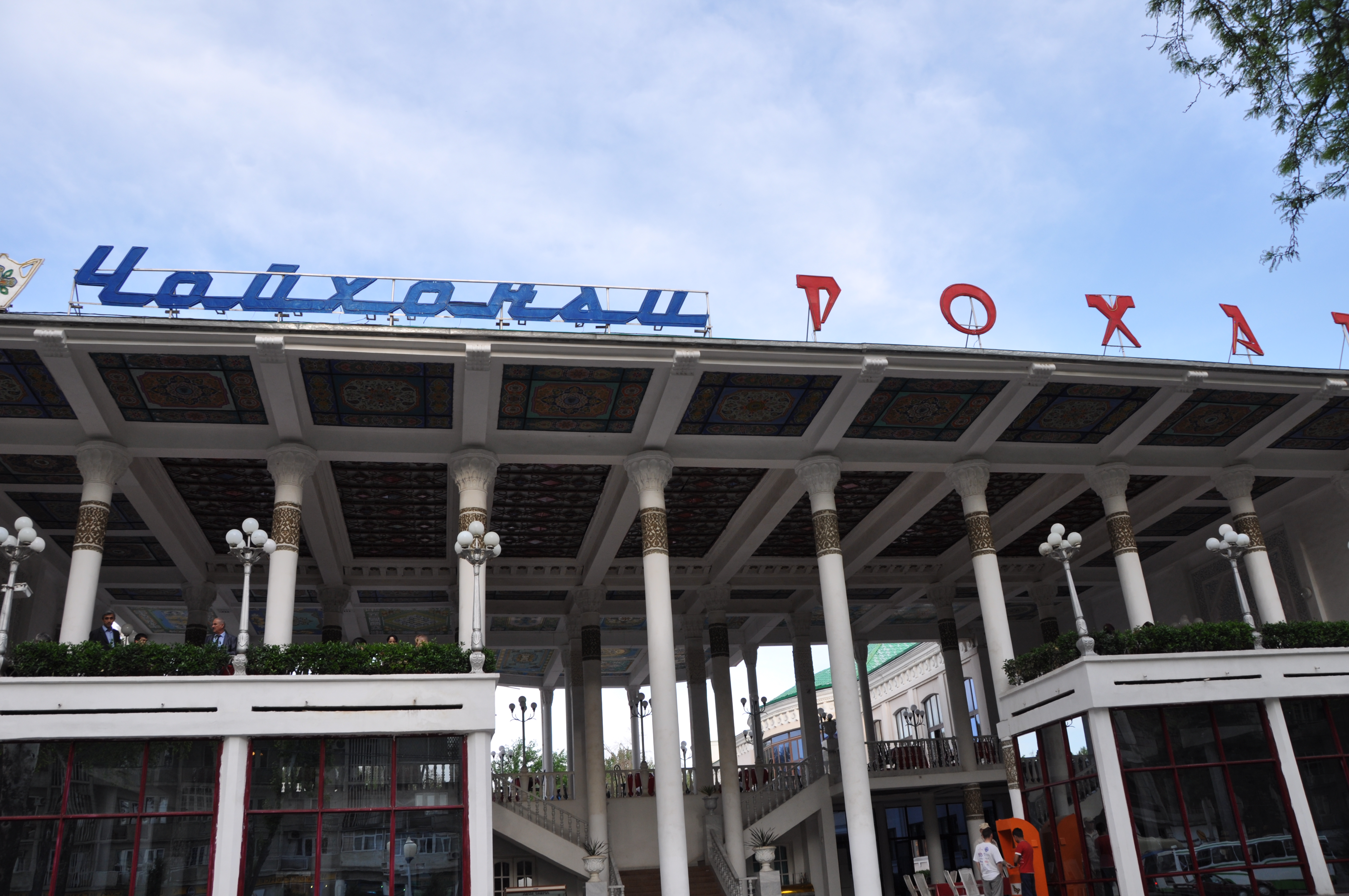
Чайхана «Рохат», Душанбе

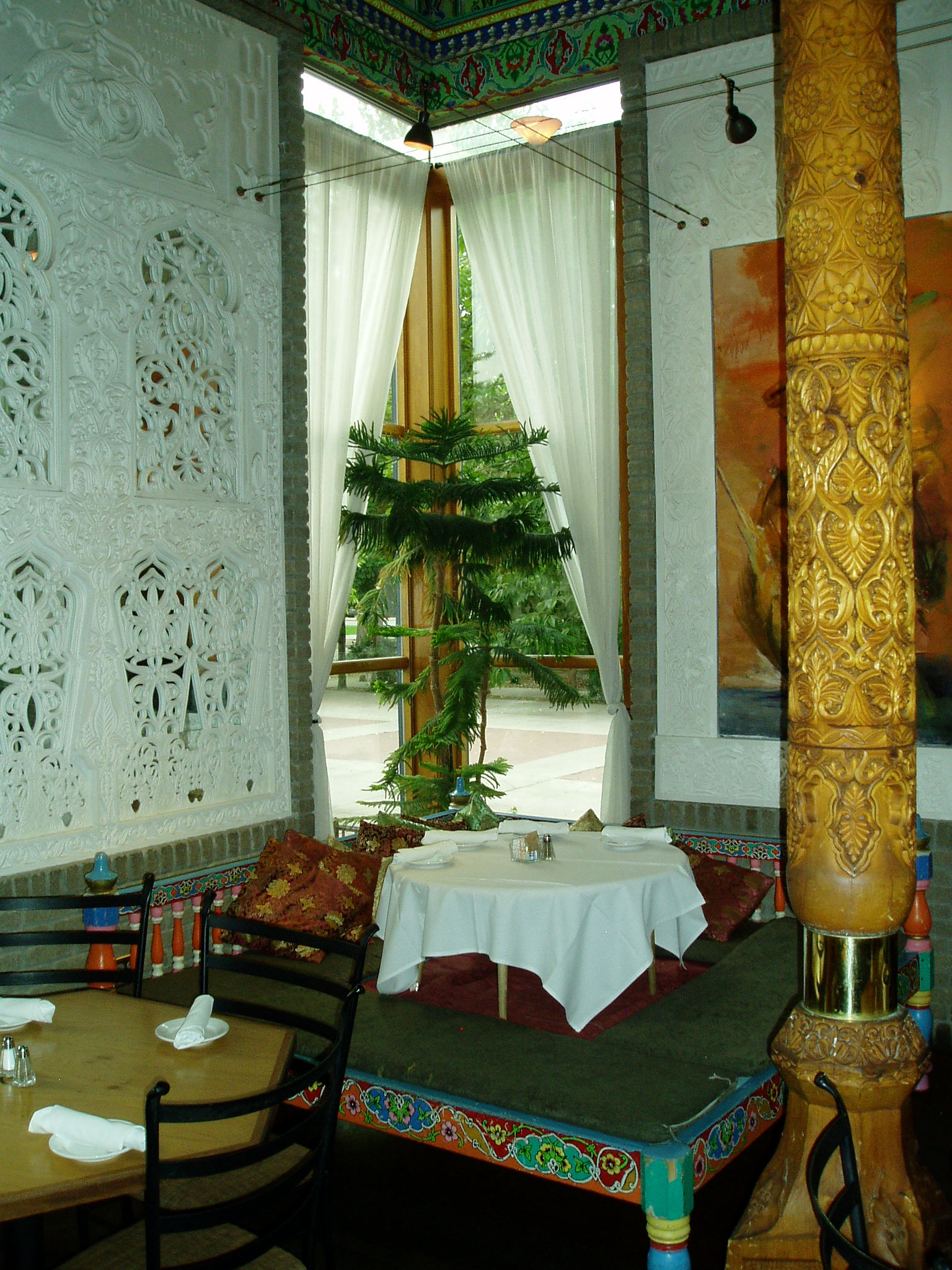
Усередині душанбинської чайхани «Боулдер» (від назви міста-побратима у США)

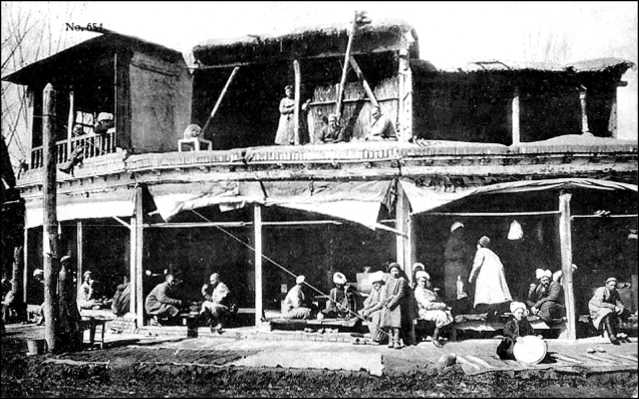
Чайхана у Ташкенті. 1913

Чайхана́ (тадж. чойхона, узб. choyxona; від «чай» і перс. хана «житло», приміщення) — заклад громадського харчування, а саме ча́йна у країнах Середньої Азії, передусім у Таджикистані та Узбекистані, Азербайджані, Туреччині, Криму а також в Ірані. Чайхана традиційно виконувала роль не лише кнайпи, а й місця зустрічі, обговорення справ, клубу за інтересами. У сучасних умовах у Таджикистані та Узбекистані чайхани деякою мірою відіграють роль культурних осередків, являючи, нерідко цікаві зразки архітектури і декоративного мистецтва (розписи, різьблення як зовнішні, так і в інтер'єрах); з іншого боку, будучи місцями проведення різноманітних заходів.

## Історія
Клімат та іслам наклали свій відбиток на заклади громадського харчування у країнах Сходу. Оскільки більшу частину року в країнах Середньої Азії спекотно, людям необхідно вживати чимало рідини. Для тамування спраги найбільшої популярності в цих краях зажив зелений чай. Свій вплив мав і іслам, адже його канони суворо забороняють благовірним вживання алкогольних напоїв, відтак традиція їх розпиття в мусульманських країнах відсутня. Ці фактори відповідним чином вплинули на умови функціонування, зовнішній та внутрішній вигляд такого закладу як чайхана.
У чайханах традиційно чоловіки збирались для пиття чаю та спілкування. Зазвичай, тут переповідали останні новини, чутки, тут же тривали їх обговорення, подеколи дискусії могли бути доволі запальними. Особливе значення мали чайхани у пустельних місцинах — у місцях зупинки та перепочинку караванів, мандрівників тощо. Але і в міських осередках доволі швидко чайхана ставала громадським, а часто й культурним і діловим центром кварталу (махалля), що визначило її як найпопулярніше після мечеті громадське місце. Так, зустріч місцевих жителів у чайхані з подорожнім і/або іноземцем віщувала цікаві розповіді та отримання свіжих новин. Тут же, в чайхані, складали ділові папери, домовлялися або розривали угоди. До революції (в республіках колишнього СРСР) відвідання чайхани жінками було неприпустимим.
За СРСР традиція існування чайхани була змінена, але не викорінена. Як і раніше, чайхана залишилась, зокрема в Таджицькій РСР та Узбецькій РСР, популярним громадським місцем, але її роль була зведена до закладу громадського харчування, в першу чергу з національною, узбецькою або таджицькою кухнею, дуже часто престижних ресторанів, розрахованих на відвідання в першу чергу туристами. Са́ме тут подавали традиційні плов, самсу, манти, лагман, а також уже інтернаціональні шашлик з баранини або яловичини. При забудові в містах Таджикистану та Узбекистану виконувались численні проекти чайхан, наприклад, у Душанбе були спроектовано і здійснено будівництво чайхан «Рохат», «Фарогат», «Саодат». Одночасно з тим інтернаціоналізація в колишньому СРСР і розселення узбеків і таджиків в інших республіках, призвело до популяризації поняття не лише в місцях його традиційного існування.
Зі здобуттям незалежності колишніх республік СРСР, зокрема і середньоазійських, в Таджикистані і Узбекистані чайхана була оголошена надбанням національних культур, їй повернули роль не лише закладу громадського харчування, а й громадського осередку, де відбуваються суспільно значимі події. Саме тому, наприклад, у планах з упорядкування міст, як у Кулябі з нагоди святкування 2700-літнього ювілею міста, передбачається обов'язкове зведення чайхан, зокрема і національних. Нині чайхана з архітектурного та мистецького боку, як і за СРСР, є місцем втілення сміливих проектів і талантів як професіональних, так і народних майстрів, причому завжди з використанням національних художніх традицій.

## Виноски
1. ↑  Дікаєв Турко Місто-сад! [Архівовано 28 серпня 2010 у Wayback Machine.] // стаття за 25 травня 2006 року на www.asiaplus.tj (Інформаційна агенція ASIA-Plus, «Новини Таджикистану») [Архівовано 17 вересня 2010 у Wayback Machine.] (рос.)

## Джерело
- Чайхана [Архівовано 7 жовтня 2008 у Wayback Machine.] // БСЭ (Велика радянська енциклопедія)., М.: «Советская энциклопедия», 1972 (рос.)